# John Abraham
Pour l’article homonyme, voir John Abraham (football américain).
John Abraham (en hindi : जॉन अब्राहम) est un mannequin et un acteur indien, né le 17 décembre 1972 à Bombay, en Inde.
Il débute comme mannequin puis commence une carrière à Bollywood en 2003 avec le thriller érotique Jism d’Amit Saxena. Mais c’est en 2004 qu’il se fait vraiment connaître du public indien grâce à son rôle de voleur à moto dans Dhoom de Sanjay Gadhvi. Souvent remarqué pour son physique, John Abraham veille cependant à diversifier ses rôles et on le voit également dans des films d'auteur tels Water de Deepa Mehta ou No Smoking d'Anurag Kashyap.
Sex-symbol incontesté des années 2000 - John Abraham a été élu l'« Homme le plus sexy d'Inde » par le magazine People en 2012 - l'acteur est également considérée comme une icône gay qui s'illustre par son soutien aux droits des personnes LGBT en Inde, fait peu courant pour un acteur de premier plan à Bollywood.

## Biographie

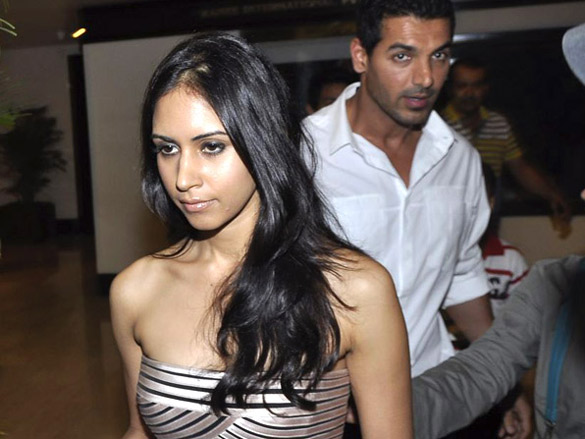
John Abraham et Priya Runchal

John Abraham est né d’un père indien chrétien originaire du Kerala et d’une mère issue de la communauté parsi et nommée Phiroza Irani. Il a également un nom parsi : Farhan. Ayant obtenu un MBA, il débute comme planificateur média avant d’entamer une carrière de mannequin après avoir remporté le Gladrags Supermodel of the Year.
De 2002 à 2011, John Abraham a pour compagne l’actrice Bipasha Basu. En 2011, il entame une relation avec Priya Runchal.
L'acteur soutient de nombreuses causes sociales telles Peta et les droits de la communauté gay ; il déclare à ce sujet lors de la dépénalisation des relations homosexuelles par la Haute cour de Delhi en 2009 : « Je pense que c'est un pas dans la bonne direction et je suis personnellement très heureux que la Haute cour ait donné les mêmes droits à tous, homosexuels ou hétérosexuels ».

## Carrière

### Mannequinat: 1999-2002
En 1999, John Abraham remporte le concours Manhunt Gladrags puis il se rend aux Philippines pour le prestigieux concours de mannequin Manhunt international où il se classe à la deuxième place. Très vite John Abraham rencontre le succès en tant que mannequin, gagne plusieurs prix, travaille à Londres et New York ; il pose pour les plus grandes marques et apparaît dans de nombreuses campagnes publicitaires et clips musicaux. En parallèle il suit une formation d'acteur à la Kishore Kapoor Namit.

### Débuts au cinéma: 2002-2003
John Abraham tourne son premier film, Jism en 2002, produit par la famille Bhatt. Il y joue Kabir Lal, un avocat alcoolique qui rencontre une riche et séduisante femme au foyer (Bipasha Basu) et entame avec elle une liaison passionnée qui conduit au meurtre du mari. Ce film met non seulement en valeur le physique agréable d’Abraham mais le révèle en tant qu’acteur. De plus, grâce à ce film, il rencontre sa future compagne, l’ex-mannequin et actrice Bipasha Basu.
L'année suivante, John Abraham travaille sur deux autres productions Bhatt, le thriller Saaya (2003), réalisé par Anurag Basu, et Aetbaar (2003), dirigé par Vikram Bhatt.

### Succès: depuis 2004
C’est avec Dhoom qu’il connaît son premier grand succès public en 2004. Il y incarne un chef de gang dont les prouesses à moto donnent du fil à retordre au policier Abhishek Bachchan. En 2005, abandonnant son image de macho, Abraham devient Narayan, le jeune idéaliste gandhien de Water, sous la direction de Deepa Mehta.
Il apparaît ensuite dans Garam Masala  aux côtés de Akshay Kumar et Daisy Bopanna le film est un succès aux box-office annuel.
L'année suivante il récolte des critiques honorables et une nomination aux Filmfare Awards du meilleure second rôle masculin pour son interprétation dans Baabul aux côtés de Rani Mukherjee. En 2007, sous la direction d'Anurag Kashyap, un des réalisateurs les plus non conformistes de Bollywood, il joue dans No Smoking qui allie surréalisme, fantastique, horreur et humour noir. Incompris du public et des critiques,, le film est un échec cuisant mais, projeté par la suite dans plusieurs festivals, il acquiert progressivement un statut de film culte, en avance sur son temps.

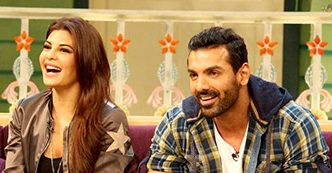
John et Jacqueline dans le Kapil Sharma Show

John Abraham connait de nouveau le succès avec Dostana (Tarun Mansukhani, 2008) aux côtés de Priyanka Chopra et d'Abhishek Bachchan avec lequel il forme un duo feignant l'homosexualité. Cette composition osée pour le cinéma indien leur vaut cependant le prix du Meilleur couple aux Star Screen Awards et le statut d’icône gay pour John Abraham. Puis on le voit dans New York, succès critique et public de Kabir Khan. Aux côtés de Katrina Kaif, Neil Nitin Mukesh et Irrfan Khan, il y est confronté aux conséquences des attentats du 11 septembre 2001.
En 2010 John Abraham perd 16 kilos pour Aashayein. L'année suivante est probante, il redonne la réplique à Priyanka Chopra dans 7 Khoon Maaf, suivent les succès commerciaux Force et Desi Boyz. En 2012 il retrouve l'équipe d'Houseful dans une suite très attendue, Housefull 2, qui est également un succès commercial mais est éreinté par la critique.
Début 2013, sous la direction d'Abbas-Mustan, l'acteur tourne Race 2, film d'action sans surprise qui se déroule en Turquie où il partage la vedette avec Saif Ali Khan, Deepika Padukone et Anil Kapoor. S'il rassemble un large public, il déçoit la majorité des critiques. S'ensuit la comédie romantique I, Me aur Main qui est un échec,. Néanmoins l'acteur rebondit dans Shootout at Wadala (Sanjay Gupta) dans lequel il interprète un gangster déchu victime d'une embuscade tendue par la police. Ce prequel de Shootout at Lokhandwala plaît au public mais divise la critique. Il incarne ensuite Vikram Singh, un officier de l'armée indienne, dans Madras Cafe, un triller politique. Les critiques applaudissent l'interprétation de John Abraham et le succès au box-office est aussi au rendez-vous,.

### Production
John Abraham se lance dans la production avec Vicky Donor réalisé par Shoojit Sircar en 2012. Le film aborde sur un ton léger le délicat problème du don de sperme et malgré un sujet audacieux pour l'Inde, il reçoit des critiques positives et rassemble un public conséquent pour un film sans star et à petit budget. De plus le film est primé à trois reprises lors des National Film Awards et il reçoit notamment le prix du meilleur film grand public (Best Popular Film Providing Wholesome Entertainment). Encouragé par ce premier succès, John Abraham produit ensuite un thriller politique Madras Cafe.

## Filmographie
| Année     | Film                             | Rôle                              | Notes                                                                   |
| --------- | -------------------------------- | --------------------------------- | ----------------------------------------------------------------------- |
| 2003      | Jism                             | Kabir Lal                         | Nommé aux Filmfare Awards : Meilleur Débutant                           |
| 2003      | Saaya                            | Dr Akash « Akki »                 |                                                                         |
| 2004      | Aetbaar                          | Aryan Trivedi                     |                                                                         |
| 2004      | Paap                             | Shiven                            |                                                                         |
| 2004      | Lakeer - Forbidden Lines         | Saahil                            |                                                                         |
| 2004      | Dhoom                            | Kabir                             | Nommé aux Filmfare Awards : Meilleur rôle négatif                       |
| 2004      | Madhoshi                         | Aman                              |                                                                         |
| 2005      | Elaan                            | Abhimanyu                         |                                                                         |
| 2005      | Karam                            | John                              |                                                                         |
| 2005      | Kaal                             | Krish Thapar                      |                                                                         |
| 2005      | Viruddh                          | Amar                              |                                                                         |
| 2005      | Water                            | Narayana                          | Film nommé pour l’Oscar du meilleur film étranger                       |
| 2005      | Garam Masala                     | Sam                               |                                                                         |
| 2005      | Shikhar                          | Lui-même                          | Participation exceptionnelle                                            |
| 2006      | Zinda                            | Rohit Chopra                      | Nommé aux Filmfare Awards : Meilleur rôle négatif                       |
| 2006      | Taxi Number 9211                 | Jai Mittal                        |                                                                         |
| 2006      | Kabhi Alvida Naa Kehna           | Le DJ                             | Participation exceptionnelle dans la chanson Where’s The Party Tonight? |
| 2006      | Baabul                           | Rajat Verma                       | Nommé aux Filmfare Awards : Meilleur Second rôle                        |
| 2006      | Kabul Express                    | Suhel Khan                        |                                                                         |
| 2007      | Salaam-e-Ishq: A Tribute To Love | Ashutosh                          |                                                                         |
| 2007      | Hattrick                         | Lui-même                          |                                                                         |
| 2007      | No Smoking                       | K                                 |                                                                         |
| 2007      | Dhan Dhana Dhan Goal             | Sunny Bhasin                      |                                                                         |
| 2008      | Dostana                          | Kunal                             |                                                                         |
| 2009      | Luck by Chance                   | Lui-même                          | Participation exceptionnelle                                            |
| 2009      | Little Zizou                     | Arjun                             | Participation exceptionnelle                                            |
| 2009      | New York                         | Sameer Sheikh                     |                                                                         |
| 2010      | Hook Ya Crook                    | Nitin Bankar                      |                                                                         |
| 2010      | Aashayein                        | Rahul Sharma                      |                                                                         |
| 2010      | Jhootha Hi Sahi                  | Siddharth / Fidato                |                                                                         |
| 2010      | Phillum City                     |                                   |                                                                         |
| 2011      | Saat Khoon Maaf                  | Jimmy Stetson                     |                                                                         |
| 2011      | Mere Brother Ki Dulhan           | Lui-même                          | Participation exceptionnelle                                            |
| 2011      | Force                            | ACP Yashvardhan                   | Remake du film tamoul, Kaakha Kaakha                                    |
| 2011      | Desi Boyz                        | Nick Mathur / "Hunter"            |                                                                         |
| 2012      | Housefull 2                      | Max                               |                                                                         |
| 2012      | Vicky Donor                      |                                   | Participation exceptionnelle Également producteur                       |
| 2013      | Race 2                           | Armaan Malik                      |                                                                         |
| 2013      | I, Me Aur Main                   | Ishaan Sabharwal                  |                                                                         |
| 2013      | Shootout at Wadala               | Manohar Arjun Surve               |                                                                         |
| 2013      | Madras Cafe                      | Vikram Singh                      | Également producteur                                                    |
| 2015      | Welcome back                     | Ajay                              |                                                                         |
| 2016      | Wazir                            | S. P                              |                                                                         |
| 2016      | Rocky handsome                   | Kabir Ahlawat                     |                                                                         |
| 2016      | Dishoom                          | Kabir                             |                                                                         |
| 2016      | M.S Dhoni : The Untold Story     |                                   |                                                                         |
| 2016      | Force 2                          | ACP Yashvardan                    |                                                                         |
| 2018      | Parmanu : l'histoire de Pokhran  | Capt. Ashwat Raina/ Krishna Joshi |                                                                         |
| 2018      | Satyameva Jayate                 | Virenda Rathod                    |                                                                         |
| 2019      | Romeo Akbar Walter               | Walter                            |                                                                         |
| 2019      | Batla House                      | Sanjeev Kumar                     |                                                                         |
| 2019      | Pagalpanti                       | Raj Kishore                       |                                                                         |
| 2021      | Mumbai saga                      | Amartya rao                       |                                                                         |
| 2021      | Par-delà les frontières          | Gursher Singh                     |                                                                         |
| 2021      | Satyameva Jayate 2               | Jay                               |                                                                         |
| 2022      | Attack                           | Lieutenant Major                  |                                                                         |
| 2022      | Ek Villain : le retour           | Bhairav Purohit                   |                                                                         |
| 2022      | Tara vs Bilal                    |                                   |                                                                         |
| 2023      | Pathaan                          | Jim                               |                                                                         |
| 2023      | Tehran                           |                                   |                                                                         |
| En projet | Dostana 2                        |                                   | En tournage                                                             |
| En projet | Alibaba Aur 41 Chor              | Voix d'Ali Baba                   | En production                                                           |
| En projet | Happy Birthday                   |                                   | En post production                                                      |
| En projet | Hera Pheri 3                     |                                   |                                                                         |

## Récompenses
- IIFA Awards
  - 2005 : Meilleure performance dans un rôle négatif pour Dhoom
- Zee Cine Awards
  - 2005 : Meilleure performance dans un rôle négatif pour Dhoom
- Stardust Awards
  - 2005 : Superstar masculine de demain pour Paap